# No Surrender (2019)
No Surrender (2019) – gala wrestlingu, zorganizowana przez amerykańską federację Impact Wrestling we współpracy z The Wrestling Revolver, która była transmitowana za pomocą platformy Impact Plus. Odbyła się 7 grudnia 2019 w The Brightside Music & Event Venue w Dayton. Była to dwunasta gala z cyklu No Surrender.
Karta walk składała się z dziesięciu pojedynków, w tym dwóch o tytuły mistrzowskie. W walce wieczoru Sami Callihan obronił Impact World Championship przeciwko Richowi Swannowi, natomiast Jessicka Havok pokonała Impact Knockouts Championkę, Tayę Valkyrie w wyniku dyskwalifikacji.

## Wyniki walk
Zestawienie zostało opracowane na podstawie źródeł:
| Nr                                 | Wyniki | Stypulacje                                    | Czas  |
| ---------------------------------- | --- | --------------------------------------------- | ----- |
| 1                                  | Trey pokonał Logana Jamesa i Tylera Matrixa                                                                                            | Three Way match                               | 8:05  |
| 2                                  | Rosemary pokonała Madison Rayne | Singles match                                 | 3:10  |
| 3                                  | Rhino pokonał Jeremiaha | Singles match                                 | 0:05  |
| 4                                  | Rhino pokonał Claytona Gainza | Singles match                                 | 5:05  |
| 5                                  | Michael Elgin pokonał Larry’ego D | Singles match                                 | 15:05 |
| 6                                  | Ohio Versus Everything (Dave Crist i Jake Crist) pokonali The Desi Hit Squad (Mahabali Shera i Rohit Raju) i The Rascalz (Dez i Wentz) | Three Way Tag Team match                      | 9:40  |
| 7                                  | Madman Fulton pokonał Aceya Romero, Briana Cage’a, Crasha Jaxona i Williego Macka                                                      | 5 Way Scramble match                          | 16:10 |
| 8                                  | Havok pokonała Tayę Valkyrie (c) (z Johnem E. Bravo) w wyniku dyskwalifikacji                                                          | Singles match o Impact Knockouts Championship | 6:30  |
| 9                                  | Eddie Edwards pokonał Ace’a Austina | Tables match                                  | 16:20 |
| 10                                 | Sami Callihan (c) pokonał Richa Swanna                                                                                                 | Singles match o Impact World Championship     | 25:02 |
| (c) – mistrz/mistrzyni przed walką | |                                               |       |